# Deportati politici italiani

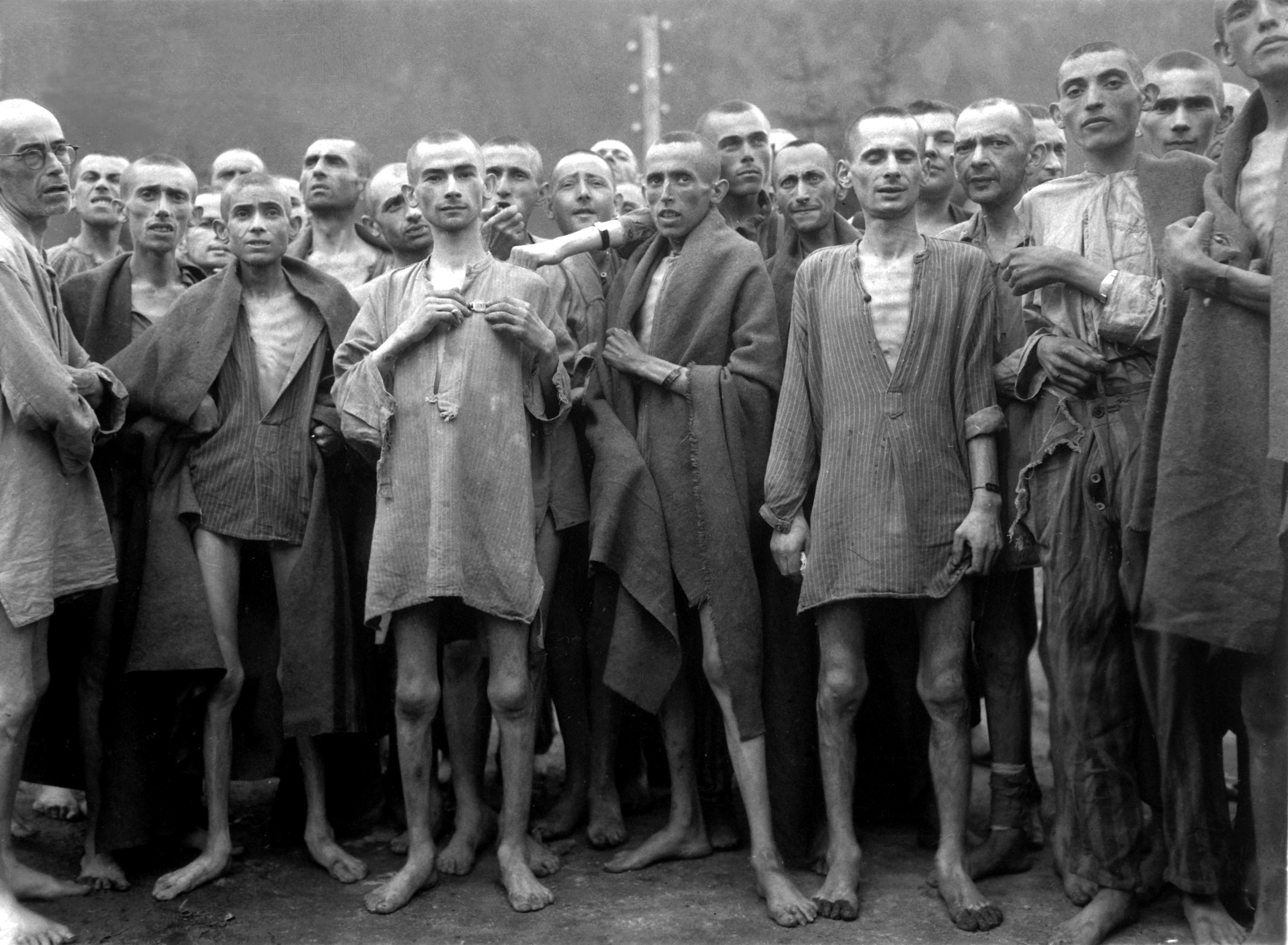
Sopravvissuti al campo di concentramento di Mauthausen-Ebensee

I deportati politici italiani, condotti dall'Italia nei campi di concentramento del Terzo Reich per la loro opposizione al regime nazifascista tra l'8 settembre 1943 e il 25 aprile 1945, furono un totale di almeno 23.826 persone (22.204 uomini e 1.514 donne). Nei vari campi in cui furono detenuti furono contrassegnati da un triangolo rosso e sottoposti ad un durissimo regime carcerario e di lavoro coatto. Ne morirono 10.129, ovvero il 45%.

## La vicenda
Dopo l'8 settembre 1943, le forze di occupazione tedesca deportarono dall'Italia un totale di almeno 23.826 persone (22.204 uomini e 1.514 donne) per la loro opposizione al nazi-fascismo. Tra di loro c’erano antifascisti, partigiani, sindacalisti, scioperanti, fiancheggiatori della resistenza, ostaggi prelevati al posto del familiare partigiano, ma anche renitenti alla leva, militari fascisti disertori, detenuti comuni, borsaneristi, militari italiani sotto processo, chi aveva aiutato gli ebrei, chi ascoltava Radio Londra. Alcuni erano di origine ebraica (Mario Finzi, Primo Levi, Liana Millu, Luciana Nissim Momigliano, Bruno Piazza, Alberto Todros, Carlo Todros) ma furono arrestati e deportati come prigionieri politici in quanto membri attivi della Resistenza.
I deportati politici non furono i soli italiani a popolare i campi di concentramento e di lavoro nazisti. La condizione peggiore fu riservata agli 8.500 deportati razziali italiani (quasi tutti ebrei), che furono condotti a morire ad Auschwitz e di cui solo una piccola parte furono selezionati per il lavoro coatto (ne moriranno 7.500, quasi il 90%). I deportati politici non erano condotti direttamente nelle camere a gas, ma condannati a morire di sfinimento attraverso le durissime condizioni di lavoro (ne morranno 10.129, circa la metà). Anche i circa 600.000 Internati Militari Italiani, che rifiutarono di combattere al fianco dei tedeschi, furono ridotti in condizioni di schiavitù e costretti al lavoro forzato, sia pure sottoposti a condizioni detentive meno dure (ne moriranno 40.000-50.000, quasi il 10%).

### Demografia
Tra i deportati politici (in maggioranza giovani uomini, tra i 17 e i 55 anni, accusati di sostenere attività antifasciste), fortissima fu la componente operaia in conseguenza soprattutto degli imponenti scioperi del febbraio-marzo 1944, ma vi sono rappresentate tutte le condizioni sociali. Vi si ritrovarono anche tre noti calciatori: Carlo Castellani (Empoli), Vittorio Staccione (Torino, Fiorentina) e Ferdinando Valletti (Milan). Significativa anche la presenza di parroci, che soprattutto nei piccoli paesi si trovarono esposti in prima linea per il loro ruolo di guide della comunità. 49 furono i sacerdoti deportati nei lager (di cui 14 perirono). Con loro vi furono anche due Testimoni di Geova (Narciso Riet e Salvatore Doria) e numerosi esponenti evangelici come Jacopo Lombardini (valdese), Giovanni Melodia (battista) e Ferdinando Visco Gilardi (metodista).
Essendo i politici condannati al lavoro coatto, le donne furono deportate in misura minore degli uomini (1.514 su 23.826) e con poche eccezioni i bambini minori di 15-16 anni ne furono per principio esclusi. I più giovani deportati politici furono i quattordicenni Marcello Martini e Franco Cetrelli, condotti entrambi al campo di concentramento di Mauthausen. Non meno direttamente o indirettamente coinvolti nel sostegno alle attività antifasciste, donne e bambini pagarono un prezzo ben più alto nelle numerosi stragi nazifasciste in Italia: tra le 23.662 vittime almeno 1.532 furono i bambini e 2.815 le donne (per i dettagli vedi l'Atlante delle stragi naziste e fasciste in Italia).
I deportati provenivano da tutta Italia, con prevalenza delle regioni del Nord, che più a lungo furono sotto occupazione nazista. 1.306 furono deportati di Udine; 1.304 i triestini; 1.287 i goriziani; 1.042 i milanesi; 493 i torinesi; ma c'erano anche 186 palermitani, 2 cagliaritani, e 481 napoletani.
Una delle deportazioni di maggiore entità ai danni di civili avvenne nel quartiere di Roma, il Quadraro, dopo la morte di 3 soldati tedeschi: almeno 800 romani vennero deportati il 17 aprile 1944 nel rastrellamento del Quadraro. Dopo un attentato partigiano a un ponte ferroviario in Val di Susa, il conseguente rastrellamento del 26 giugno ’44 produsse un migliaio di deportati.

### La deportazione
Dalle prigioni dove erano arrestati e interrogati, i deportati venivano condotti di regola nei campi di transito di Fossoli e di Bolzano o alla Risiera di San Sabba. Di lì partivano i convogli per la Germania.
Pochi furono quelli che riuscirono a fuggire o che rimasero nei campi italiani. Molti morirono ancora prima di raggiungere i campi della Germania, soprattutto alla Risiera di San Sabba, in esecuzioni sommarie o eccidi di massa come l'eccidio di Cibeno (12 luglio 1944), che coinvolse 67 deportati al campo di transito di Fossoli, o l'eccidio della caserma Mignone (12 settembre 1944), che interessò un gruppo di 23 deportati al campo di transito di Bolzano.
La maggioranza dei deportati che furono condotti nei lager d'oltralpe, finirono a Dachau (9.311), Mauthausen (6.615), Buchenwald (2.123), Flossenbürg (1.798), Auschwitz (847), Dora-Mittelbau, Neuengamme, e Ravensbrück. La condizione dei deportati italiani in questi campi fu particolarmente difficile: agli occhi dei tedeschi erano traditori, mentre agli occhi degli altri deportati erano tutti fascisti. L'isolamento degli italiani nei campi nazisti fu accentuato anche dalla loro scarsa conoscenza delle lingue che impediva loro di comprendere prontamente gli ordini (in tedesco) e ostacolava la loro comunicazione con gli altri prigionieri.

## Vittime e superstiti
L'Associazione nazionale ex deportati nei campi nazisti (ANED) e l'Associazione Nazionale Partigiani d'Italia (ANPI) hanno fatto enormi sforzi per dare un nome e un volto a tutti i deportati politici italiani e a preservarne la memoria individuale, oltre che la storia collettiva. I loro nomi e dati biografici essenziali sono oggi reperibili grazie ad una ricerca promossa dall'ANED e condotta dall'Università di Torino sotto la direzione di Brunello Mantelli e Nicola Tranfaglia e pubblicata nel 2018 dalla Casa Editrice Mursia. Il seguente elenco ha valore puramente indicativo:

### Vittime
- Nicola Amodio (1898-1945), commissario di Polizia. Muore a Mauthausen.

- Gian Luigi Banfi (1910-1945), architetto. Muore a Mauthausen-Gusen.
- Guido Vittoriano Basile (1893-1944), avvocato. Muore a Mauthausen.
- Carlo Bianchi (1912-1944), ingegnere, antifascista. Deportato al campo di transito di Fossoli. Viene fucilato nell'Eccidio di Cibeno.
- Renzo Ildebrando Bocchi (1913-1944), giornalista. Muore a Flossenbürg.
- Nello Buono (1893-1944), sindacalista. Muore durante il trasferimento ad Auschwitz.
- Carlo Castellani (1909-1944), calciatore. Muore a Mauthausen.
- Franco Cetrelli (1930-1945), la più giovane vittima tra i deportati politici italiani. Fucilato a Mauthausen.
- Luigi Cortile (1898-1945), militare. Muore a Melk.
- Luigi Cosattini (1913-1945), giurista. Muore a Aschersleben.
- Cecilia Deganutti (1914-1945), partigiana. Muore alla Risiera di San Sabba.
- Luigi Ercoli (1919-1945), partigiano. Muore a Mauthausen.
- Odoardo Focherini (1907-1944), dirigente dell'Azione Cattolica, giusto fra le nazioni. Muore a Hersbruck.
- Gabriele Foschiatti (1889-1944), dirigente del Partito d'Azione. Muore a Dachau.
- Torquato Fraccon (1887-1945), partigiano, giusto tra le nazioni. Muore a Mauthausen-Gusen.
- Giuseppe Girotti (1905-1945), sacerdote, giusto tra le nazioni. Muore a Dachau.
- Michele Levrino (1880-1944), antifascista. Deportato al campo di transito di Fossoli. Viene fucilato nell'Eccidio di Cibeno.
- Jacopo Lombardini (1892-1945), predicatore protestante. Muore a Mauthausen.
- Giuseppe Malagodi (1894-1945), sindacalista e giornalista. Muore a Gusen.
- Calogero Marrone (1889-1945), giusto tra le nazioni. Muore a Dachau.
- Giovanni Palatucci (1909-1945). Muore a Dachau
- Vittorio Staccione (1904-1945), calciatore. Muore a Mauthausen.
- Andrea Schivo (1895-1945), giusto tra le nazioni. Muore a Flossenbürg
- Mino Steiner (1909-1945). Muore a Ebensee.
- Gavino Tolis (1919-1944). Muore a Mauthausen-Gusen.
- Gino Tommasi (1895-1945). Muore a Mauthausen-Gusen.
- Annibale Tonelli (1913-1945), guardia di Pubblica Sicurezza. Muore a Gusen II.
- Armando Vezzelli (1892-1944). Muore a Mauthausen-Gusen.
- Lodovico Vigilante (1882-1945), vice questore di Polizia. Muore a Mauthausen.
- Alfredo Violante (1888-1945). Muore a Mauthausen-Gusen.
- Francesco Viviani (1891-1945). Muore a Buchenwald.

### Superstiti
- Ettore Accorsi (1909-1985), sacerdote, partigiano.
- Roberto Angeli (1913-1978), sacerdote, antifascista.
- Lidia Beccaria Rolfi (1925-1996), staffetta partigiana, autrice nel 1978 di uno dei primi libri di memoria ad incentrarsi sull'esperienza delle donne deportate per ragioni politiche.
- Aldo Bizzarri (1907-1953), scrittore, giornalista, docente universitario. Deportato a Mauthausen.
- Aldo Carpi (1886-1973), pittore e scultore. Deportato a Mauthausen e poi a Gusen
- Roberto Castellani (1926-2004), operaio, scioperante. Sopravvissuto ai campi di concentramento di Mauthausen ed Ebensee
- Nerina De Walderstein (1925-2011), antifascista triestina. Sopravvissuta ai campi di concentramento di Auschwitz-Birkenau e Flossenbürg
- Marcello Martini (1930-2019), il più giovane deportato politico italiano a Mauthausen.
- Giuliano Pajetta (1915-1988). Deportato a Mauthausen.
- Italo Tibaldi (1927-2010). Sopravvissuto ai campi di concentramento di Mauthausen-Gusen e Ebensee.
- Domenico Tosetti (1924-anni '50), poliziotto. Deportato a Mauthausen.
- Ferdinando Valletti (1921-2007), calciatore. Deportato a Mauthausen-Gusen.
- Bruno Vasari (1911-2007). Deportato a Mauthausen.
- Carlo Venegoni (1902-1983). Riesce ad evadere dal campo di transito di Bolzano
- Ruggero Zangrandi (1915-1970)
- Mario Sbardella (Palestrina, 1914), partigiano di Bandiera Rossa, fu deportato il 28 aprile 1944, numero di matricola 67262, e liberato nel 1945.

## La memoria

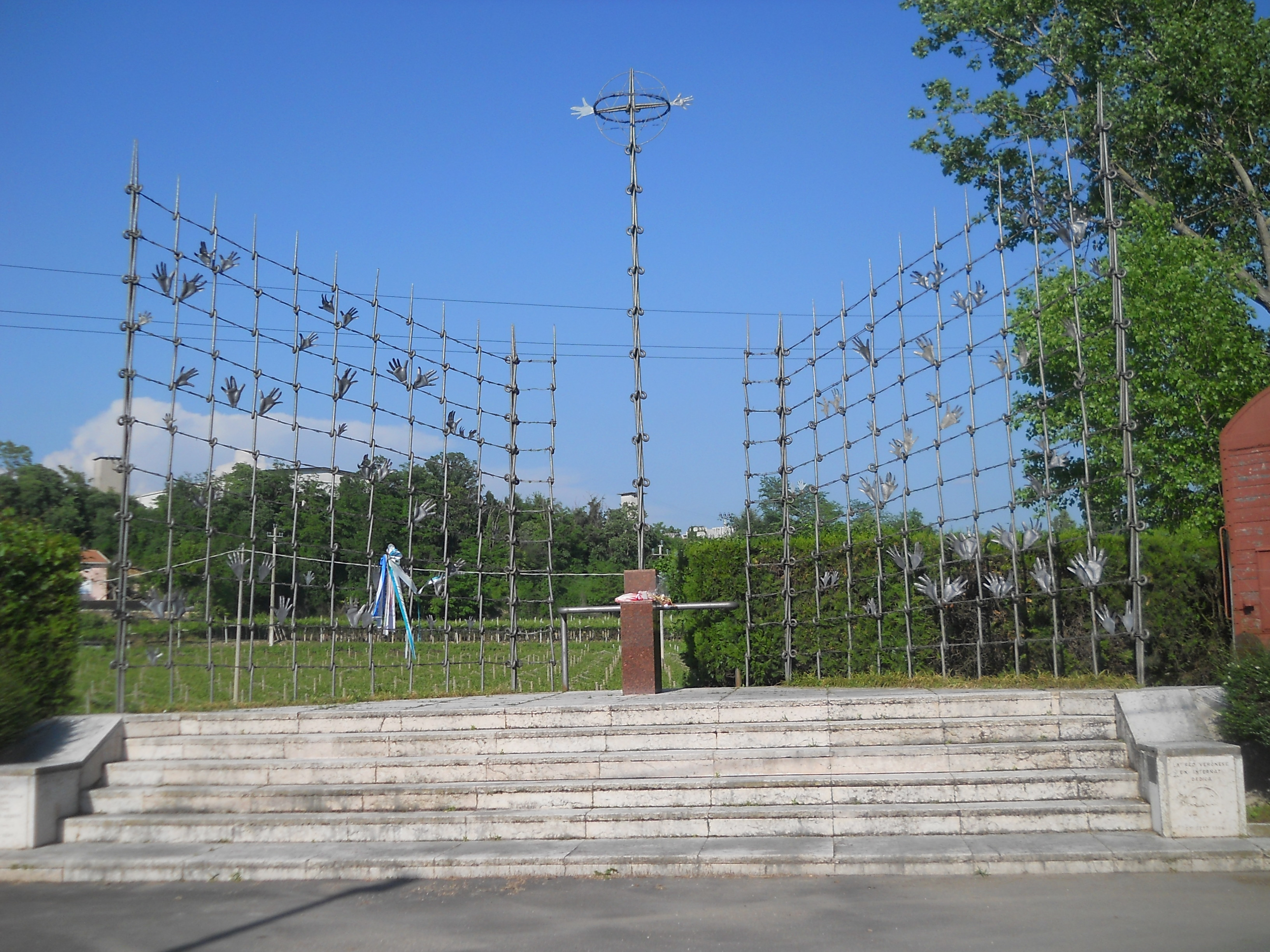
Il monumento di Pescantina (1966)

Nel dopoguerra fu costituita l'ANED con lo scopo di preservare la memoria di tutti i deportati italiani (ebrei, politici e militari). Tra gli scopi prioritari dell'associazione fu sin dall'inizio la creazione di monumenti in Italia o nei luoghi dove sorgevano i campi di concentramento nazisti.
Uno dei primi e più significativi monumenti è certamente quello del Cimitero Monumentale di Milano, opera dello studio BBPR. Inaugurato già nel 1946 (e restaurato nel 2012), il monumento è collocato il centro del grande piazzale verso il quale convergono le prospettive dei principali viali del cimitero, alle spalle del famedio degli uomini illustri. Al centro di una intelaiatura metallica è posta una gamella contenente terra dei Lager. Sull’aiuola sono disposte le lapidi con i nomi dei milanesi caduti nei campi nazisti.
Negli anni cinquanta e sessanta sorsero i primi monumenti ai deportati italiani nei lager nazisti: nel 1950 a Ebensee (Austria) ad opera di Gio Ponti; nel 1955 a Mauthausen ad opera di Mario Labò; nel 1965 (rinnovato nel 1985) sul luogo del campo di transito di Bolzano ad opera di Guido Pelizzari; e nel 1967 a Gusen ad opera di Lodovico Barbiano di Belgiojoso.
Nel 1966 fu eretto il Monumento agli ex internati presso l'ex stazione di Pescantina, lo scalo ferroviario vicino a Verona dove tra il 1945 e il 1947 sostarono i treni che riportavano a casa i deportati dalla Germania. Il monumento è composto di una scala in pietra di cinque gradini, che con un effetto scenografico avvicina progressivamente il visitatore ad un intreccio di filo spinato e mani imploranti. Al centro è collocata un'alta croce, anch'essa in filo spinato, inquadrata entro la stella di David, simbolo degli ebrei. Sul lato sinistro, ai piedi della scalinata, un cippo riporta la seguente iscrizione: “In memoria dei cinquantamila italiani vittime dei campi nazisti. 1943-1945”. A fianco del monumento è stato collocato un vagone ferroviario contenente fotografie e documenti relativi al rientro in Italia dei deportati dopo la prigionia nei lager.
Nel 1980 venne inaugurato al Blocco 21 del campo di concentramento di Auschwitz il Memoriale italiano di Auschwitz in ricordo dei deportati italiani. L'opera d'arte multimediale, voluta dall'ANED e realizzata come un percorso in cui i visitatori sono condotti come in un tunnel attraverso una spirale formata da tele dipinte da Pupino Samonà con musica di Luigi Nono e testi di Primo Levi, fu pensata non come una mostra della deportazione, ma "un luogo di raccoglimento e di ricordo". Non più conforme ai criteri pedagogico-illustrativi del museo di Auschwitz l'opera è stata smontata nel 2016 e, dopo il restauro, sarà esposta permanentemente a Firenze nel Centro d'arte contemporanea EX3.
Nel 1982 lo studio BBPR creò anche il Memoriale italiano al campo di concentramento di Ravensbrück in Germania.
Il Giorno della Memoria (27 gennaio), formalmente istituito in Italia nel 2000, ogni anno ricorda "quanto è accaduto al popolo ebraico e ai deportati militari e politici italiani nei campi nazisti in modo da conservare nel futuro dell'Italia la memoria di un tragico ed oscuro periodo della storia nel nostro Paese e in Europa, e affinché simili eventi non possano mai più accadere".

### Libri di memorie di deportati politici italiani
Le prime testimonianze autobiografiche di deportati politici italiani furono pubblicate già nel 1945 da Gaetano De Martino, Enea Fergnani, Ettore Siegrist, Gino Valenzano e Bruno Vasari. Seguirono nel 1946 le testimonianze di Giovanni Baima Besquet, Aldo Bizzarri, Pietro Chiodi, Pino Da Prati, Gino Gregori, Paolo Liggeri, Luciana Nissim Momigliano, Giuliano Pajetta, Aldo Pantozzi, e Francesco Ulivelli, e nel 1947 quelle di Primo Levi e Liana Millu. Ad esse si aggiungono altri resoconti, come quelli di Bruno Piazza, scritti in quegli anni ma pubblicati a distanza talora di decenni. Da allora sono oltre 150 i libri di memorie pubblicati in Italia da deportati politici italiani.

#### 1945-1949
- Gaetano De Martino (1899-1966), Dal carcere di S. Vittore ai “lager” tedeschi. Sotto la sferza nazifascista, Milano: Edizioni Alaya, 1945 (II ed.: Milano, La Prora, 1955). -- Nato a Irsina (Matera) nel 1899, De Martino era un avvocato e attivista comunista. Arrestato a Milano il 16 novembre 1943 fu deportato a Mauthausen e quindi a Ebensee, dove rimase fino alla liberazione.
- Enea Fergnani (1896-1980), Un uomo e tre numeri, Speroni editore, Milano, 12 dicembre 1945 (II ed. : Un uomo e tre numeri, Avanti - Edizioni del Gallo, Milano - Roma, 1955; III ed. : Un uomo e tre numeri, Comune di Venezia, 1990. [facsimile della II ed.]; IV ed.: Un uomo e tre numeri : Milano, Fossoli, Mauthausen, Multimage, Firenze, 2003; V ed.: Scordatevi di essere vivi, Bollati Boringhieri Editore, Torino, 2011). -- Nato a Cento il 24 dicembre 1896, Fergnani era un avvocato legato al Partito Repubblicano. Aderì al gruppo di Giustizia e Libertà, entrando nelle file della Resistenza. Fu arrestato a Milano il 10 dicembre 1943, incarcerato a San Vittore, trasferito a Fossoli il 27 aprile 1944 e quindi a Bolzano. Da lì giunse a Mauthausen il 7 agosto 1944, e quindi al sottocampo di Linz III, da cui venne liberato durante la marcia di evacuazione dal campo. Muore a Bergamo nel 1980.
- Ettore Siegrist, Dachau: dimenticare sarebbe una colpa, Genova: Stabilimento Grafico Reale, 1945. -- Nato a Genova, Siegrist era dirigente dell’Ansaldo di Genova. Unitosi alla Resistenza, venne arrestato nel 1944, imprigionato a Marassi e deportato a Dachau, dove giunse il 19 gennaio 1944, rimanendovi fino alla liberazione del campo il 29 aprile 1945. -- Il suo memoriale fu pubblicato solo grazie all’intervento della compagnia in quanto quasi tutti gli editori italiani rifiutarono di pubblicarlo senza nemmeno valutare il manoscritto.
- Gino Valenzano (1920-2011), L’inferno di Mauthausen (come morirono 5.000 italiani deportati), Torino: Stamperia Artistica Nazionale, 1945 (II ed.: Carrù (CN), Stamperia Ramolfo, 2003). -- Nato ad Asti nel 1920, Valenzano era pilota di corse automobilistiche. Nipote del maresciallo Badoglio, si unisce alla Resistenza a Torino già nel settembre 1943. In ottobre si sposta a Roma dove viene arrestato dalle SS col fratello Piero. Detenuto a Roma in via Tasso e a Regina Coeli, viene deportato a Dachau e subito trasferito a Mauthausen (matricola 42216) con Piero e al sottocampo di Schwechat, poi di nuovo a Mauthausen.
- Bruno Vasari (1911-2007), Mauthausen, bivacco della morte, Milano: La Fiaccola, 1945.
- Giovanni Baima Besquet (1918-1946), Deportati a Mauthausen (1943-1945), Torino: Stamperia Artistica Nazionale, gennaio 1946 (II ed.: Torino, Teca-Provincia di Torino, 1979; III ed.: Archetipo Libri, 2007). -- Nato nel 1918, partigiano della brigata SAP, Baima Besquet fu arrestato il 17 ottobre 1943 a Torino, incarcerato alle Nuove e deportato a Mauthausen, dove arrivò il 4 gennaio 1944. Trasferito a Ebensee, vi rimase fino alla liberazione del campo il 6 maggio 1945. Ammalatosi in prigionia di tubercolosi, nel giugno fu inviato all'ospedale americano di Salisburgo. Rimpatriato attraverso il Brenneno, prima a Milano e poi a Torino, rimase ricoverato all'ospedale sanatorio della Croce Rossa. Il 6 settembre 1945 fu tra i fondatori di una delle prime Associazioni di ex-deportati. Ogni cura si rivelò inutile, morì il 24 maggio 1946. -- Il libro consiste in una raccolta di 38 disegni commentati realizzati in sanatorio al ritorno dal lager.
- Aldo Bizzarri (1907-1953), Mauthausen città ermetica, Roma, OET-Edizioni Polilibraria, 1946.
- Pietro Chiodi (1915-1970), Banditi, Alba, ANPI, 1946 (II ed.: Torino, Einaudi, 1975).
- Pino Da Prati, Il triangolo rosso del deportato politico n.6017, Milano-Roma, Gastaldi, 1946. -- Ex-ufficiale degli alpini, Da Prati si unì come partigiano delle formazioni delle Brigate Garibaldi sulle montagne cuneesi. Arrestato a Sanremo, fu incarcerato in Liguria e poi, dopo la sua scelta di non aderire alla RSI, a San Vittore a Milano. Fu quindi deportato a Bolzano e infine in Germania: Flossenbürg, Mauthausen e poi Dachau.
- Gino Gregori (1906-1973), Ecce homo… Mauthausen. Testimonianze del pittore Gino Gregori, Milano, Stucchi, 1946 (con 50 tavole). -- Nato a Milano il 6 gennaio 1906, Gregori fu arrestato dalla Gestapo a Zagabria, dove si trovava per motivi di lavoro presso l'ambasciata italiana. Trasferito a Vienna, fu deportato nell'ottobre 1944 a Mauthausen. -- La sua testimonianza è resa attraverso schizzi e disegni ispirati alla sua esperienza nel lager.
- Paolo Liggeri, “Triangolo rosso. Dalle carceri di S. Vittore ai campi di concentramento ed eliminazione di Fossoli, Bolzano, Mauthausen, Gusen, Dachau. Marzo 1944-maggio 1945”, Milano, Istituto La Casa, 1946.
- Luciana Nissim (1919-1998) e Pelagia Lewinska, “Donne contro il mostro”, Torino, Vincenzo Ramella Editore, 1946.
- Giuliano Pajetta (1915-1988), “Mauthausen: … le SS presero delle sbarre di ferro e li finirono tutti. Pochi minuti dopo dei carri trainati da uomini portavano i cadaveri al crematorio”, Milano, Edizioni Picardi, 1946.
- Aldo Pantozzi (1919-1995), “Sotto gli occhi della morte. Da Bolzano a Mauthausen”, Bolzano, Pio Mariz, gennaio 1946 (II ed.: Museo storico in Trento, 2002). - Nato a Avezzano (L'Aquila) il 5 marzo 1919, lavorava come giovane insegnante a Cavalese (Trento). Organizzò in zona un movimento di resistenza all'occupazione tedesca. Arrestato a Cavalese il 30 novembre 1944, fu incarcerato a Trento, trasferito a Bolzano il 10 gennaio 1945 e alfine deportato a Mauthausen il 2 febbraio, dove rimase fino alla liberazione del campo il 5 maggio dello stesso anno.
- Francesco Ulivelli, “Bolzano anticamera della morte”, Milano, Stellissima, 1946.
- Primo Levi (1919-1987), “Se questo è un uomo”, Torino, De Silva, 1947 (II ed.: Torino, Einaudi, 1956)
- Liana Millu (1914-2005), “Il fumo di Birkenau”, Milano, La Prora, 1947 (II ed.: Firenze, Giuntina, 1979).
- Berto Perotti (1911-2005), “Inferriate: una testimonianza”, Milano, La quercia, 1948.

#### 1950-1959
- Teresa Noce (1900-1980), “…ma domani farà giorno”, Milano, Cultura Nuova Editrice, 1952 (II ed.: Roma, Editori Riuniti, 1965).
- Roberto Angeli (1913-1978), “…Poi l’Italia è risorta”, Pinerolo, Alzani, 1953 (II ed.: “Vangelo nei Lager. Un prete nella Resistenza”, Firenze, La Nuova Italia, 1964).
- Ida d'Este (1917-1976), “Croce sulla schiena”, Venezia, Fantoni, 1953 (II ed.: Roma, Cinque Lune, 1966. III ed.: Venezia, Comune di Venezia, 1981).
- Egidio Meneghetti (pseud. Antenore Foresta; 1892-1961), “Lager-Bortolo e l’ebreeta”, Verona, Ed. Valdonega, 1953.
- Piero Caleffi (1901-1978), "Si fa presto a dire fame”, Milano-Roma, Avanti!, 1954 (II ed.: Firenze : La nuova Italia, 1961 [edizione speciale per le scuole]; III ed.: Milano, Mondadori, 1967; IV ed.: Milano, Mursia, 1968 [edizione ridotta G. Mellini Calore]; V ed.: Milano, Mursia, 1969).
- Ruggero Zangrandi (1915-1970), La tradotta del Brennero, Milano, Feltrinelli, 1956.
- Bruno Piazza (1889-1946), “Perché gli altri dimenticano”, Milano, Feltrinelli, 1956 (II ed.: “Perché gli altri dimenticano: un italiano ad Auschwitz”, Feltrinelli, 1995).

#### 1960-1969
- Pietro Pascoli (1896-1974),"I deportati. Pagine di storia vissuta”, Firenze, La Nuova Italia, 1960.
- Stefano Arcidiacono, “Konzentrationslager Mauthausen 56899”, Firenze, Paci, 1961
- Primo Levi (1919-1987), “La tregua”, Torino, Einaudi, 1963.
- Giovanni Melodia (1915-2003), “La resistenza nel Lager di Dachau”, Roma, ANED (Associazione Nazionale Ex Internati), 1964.
- Isi Benini, “Niemals vergessen (Non dimenticare mai!)”, Udine, Doretti, 1965.
- Laura Conti (1921-1993), “La condizione sperimentale”, Milano, Mondadori, 1965
- Vincenzo Pappalettera (1919-1998), Tu passerai per il camino, Milano, Mursia, 1965
- Sante Bartolai (1917-1979), “Da Fossoli a Mauthausen. Memorie di un sacerdote nei campi di concentramento nazisti”, Modena, Istituto Storico della Resistenza, 1966.
- Aldo Bizzarri (1907-1953), “Il problema è la persona 1945-1952”, Milano, Il Saggiatore, 1966.
- Libero Accini, “L’uomo che ha visto il peggio”, Milano, Sugar, 1967 (II ed.: Cremona, Cremonabooks, 2005).
- Mino Micheli, “I vivi e i morti”, Milano, Mondadori, 1967.
- Giannantonio Agosti, “Nei Lager vinse la bontà. Memorie dell’internamento nei campi di eliminazione tedeschi”, Milano, Edizioni Missioni estere dei Padri Cappuccini, 1968.
- Terenzio Magliano (1912-1989), “Mauthausen, cimitero senza croci”, Torino, Ages, 1968.
- Libero Accini, “Organizzazione Bianco. Missione speciale in Liguria (1944)”, Milano, Mursia, 1969.

#### 1970-1979
- Osiride Brovedani (1893-1970), “Da Buchenwald a Belsen. L’inferno dei vivi. Memorie di un deportato”, Trieste, Grafad, 1971.[16]
- Aldo Carpi (1886-1973), “Diario di Gusen: lettere a Maria. Con 75 disegni dell’autore” a cura di Pinin Carpi, Milano. Garzanti Editore,1971 (II ed.: “Diario di Gusen”, Torino, Einaudi, 1983).
- Guerino Lorenzoni (n.1915), “Ovunque andrai, ritornerai”, Morbegno, Mattei, 1971.
- Giovanni Melodia (1915-2003), “La quarantena: gli italiani nel Lager di Dachau”, Milano, Mursia, 1971.
- Teresa Noce (1900-1980), “Rivoluzionaria professionale. la storia del P.C.I. nella vita appassionata di una donna”, Milano, La Pietra, 1974.
- Gino Valenzano e Franco Torriani, “Combustibile uomo”, Torino, Casa Editrice MEB, 1974 (II ed.: Carrù (CN), Stamperia Ramolfo, 2002).
- Lionello Morsiani, “Verso Dachau. Diario di prigionia”, Casalfiumanese, Liton, 1975 (II ed.: Imola, Tipolitografia Fanti, 1988).
- Antonio Scollo, “I campi della demenza”, Milano, Vangelista, 1975.
- Fania Fénelon (1908-1983), “Ad Auschwitz c’era un’orchestra”, Firenze, Vallecchi, 1978.
- Annibale Visconti, “Non voglio più essere un numero: 126491”, Parma, Grafiche STEP Cooperativa, 1978.
- Maria Arata Massariello (1912-1975), “Il ponte dei corvi: diario di una deportata a Ravensbrück”, Milano, Mursia, 1979.
- Giovanni Melodia (1915-2003), “Sotto il segno della svastica: gli italiani nel lager di Dachau”, Milano, Mursia, 1979.

#### 1980-1989
- Nando Amiconi, “Le sbarre”, Milano, Vangelista, 1980.
- Piero Maieron (“Pino”) (a cura del Comune di San Vito al Tagliamento), “Gli “Untermenschen” (i sotto-uomini). Pagine di vita vissuta nei campi di sterminio nazisti: I 69560”, Udine, Grafiche Fulvio SpA, 1980 (II ed.: Pordenone, Sartor, 1992).
- Giuseppe Zorzin ("Pino"; n.1923), “Dalla tuta blu, ai campi di sterminio: ricordi di un deportato”, Ronchi dei Legionari, ANPI, 1981.
- Erino D’Agostini (1911-1984), “Dalla montagna a Dachau. Testimonianza di un prete italiano 1943-1945”, Udine, Pellegrini, 1982 (II ed.: “Un prete a Dachau”, Morganti Editori, 2012).[17]
- Franco Varini, “Un numero, un uomo”, Milano, Vangelista, 1982.
- Milovan Bressan (1920-2014), “Tauglich! Una storia che non si deve dimenticare”, Trieste, Edizioni Italo Svevo, 1983.
- Roberto Camerani (1925-2005), “Il viaggio”, Cernusco sul Naviglio, ANED e Assessorato alla Cultura del Comune di Cernusco sul Naviglio, 1983 (II ed.: Cologno Monzese, T.G.M., 1996).
- Pietro Arcangeli (1917-1995), “Un prete “galeotto”: quarantennio della cattura e della liberazione, Foligno 1944-1984”, Foligno, Co.Gra.Fo., 1984.
- Antonio Falanga, “Scampoli di vita a pezzi e briciole e qualche coriandolo colorato”, Milano, ECER, 1984.
- Sergio Coalova (n.1925), “Un partigiano a Mauthausen: la sfida della speranza”, Cuneo, L’Arciere, 1985.[18]
- Eo Baussano (1903-1959), "Diario 1903-1946”, a cura di Carlo Lisa, Asti, Istituto Storico della Resistenza di Asti, Tipografia S. Giuseppe, 1986.
- Ferruccio Maruffi (1924-2015), “Codice Sirio. I racconti del Lager”, Casale Monferrato (AL), Piemme, 1986 (II ed.: Trofarello, Edizione a cura dell’Autore, 1992. III ed.: Carrù, Stamperia Ramolfo Editrice, 2003).
- Alfredo Zanardelli, “Taccuino del lager KZ. Testimonianze” Brescia, ANED, 1987.
- Giovanni Melodia (1915-2003), “Di là da quel cancello: i vivi e i morti nel lager di Dachau”, Milano, Mursia, 1988.
- Alberto Berti, “Viaggio nel pianeta nazista: Trieste – Buckenwald – Langenstein”, Milano, Franco Angeli, 1989.
- Vittore Bocchetta (n.1918), “Spettri scalzi della Bra”, Verona, Bertani, 1989 (II ed.: Melegnano, Montedi, 1995).

#### 1990-1999
- Agostino Barbieri (1915-2006), “Un cielo carico di cenere”, Brescia, 1990.
- Antonino Garufi (1918-1997), “Diario di un deportato. Da Dachau a Buckenwald, comando Ohrdruf”, introduzione e note al testo di Felice Rappazzo, Palermo, Gelka, 1990. - Nato a Giarre (Catania) il 30 ottobre 1918, Garufi muore nel 1997.
- Ernesto Maggio, “Le icone di Rudy”, Torino, Edizioni Anthropos, 1990.
- Franz Thaler (1925-2015), “Dimenticare mai: opzioni, campo di concentramento di Dachau, prigioniero di guerra, ritorno a casa”, Bolzano, Edition Raetia, 1990.
- Andrea Gaggero (1916-1988), “Vestìo da omo”, Firenze, Giunti, 1991.
- Michele Peroni, “Memoria e testimonianza 1940-1945”, Montecchio Maggiore, I Quaderni della Biblioteca Civica, 1991.
- Ada Buffulini (1912-1991) e Bruno Vasari (1911-2007), II Revier di Mauthausen. Conversazioni con Giuseppe Calore, Alessandria, Edizioni dell’Orso, 1992

Cf. anche:
- A. Bravo-D. Jalla, Una misura onesta. Gli scritti di memoria della deportazione italiana 1944-1993, Milano, Franco Angeli, 1994.
- Manuela Consonni, L'eclisse dell'antifascismo: Resistenza, questione ebraica e cultura politica in Italia dal 1943 al 1989, Roma-Bari: G. Laterza & Figli Spa, 2015.